# Fairmont Monte Carlo
Fairmont Monte Carlo, tidigare Loews Hotel Monte-Carlo och Monte Carlo Grand Hotel, är ett fyrstjärnigt hotell i Monte Carlo i Monaco och drivs av det kanadensiska hotellkedjan Fairmont Hotels & Resorts. Hotellet har 602 hotellrum varav 30 är hotellsviter.
Hotellet uppfördes i augusti 1975 av byggföretaget Caroli Group och var ritad av arkitekterna Jean Ginsberg, Jean Notari, José Notari och Herbert Weisskamp. Den fick namnet Loews Hotel Monte-Carlo och ägdes då av det amerikanska konglomeratet Loews Corporation, det varade fram till 1998 när man sålde hotellet till den palestinsk-libanesiska affärsmannen Toufic Aboukhater. Aboukhater döpte om hotellet till Monte Carlo Grand Hotel. I december 2004 köptes hotellet av ett samriskföretag bestående av Fairmont Hotels & Resorts, det saudiska holdingbolaget Kingdom Hotels International och det brittiska finansbolaget HBOS plc från Aboukhater för 215 miljoner euro och hotellet fick sitt nuvarande namn i mars 2005. År 2008 köpte det brittiska fastighetsbolaget London & Regional Properties hotellet för omkring 300 miljoner euro.
Den har blivit ett känt landmärke inom internationell motorsport eftersom den ligger vid de två mest klassiska delarna av Formel 1-banan Circuit de Monaco, dels hårnålen Fairmont Hairpin (tidigare Loews Hairpin) framför hotellets entré och dels tunneln som Formel 1-bilarna åker igenom, för att komma till hamnområdet i La Condamine.

## Galleri

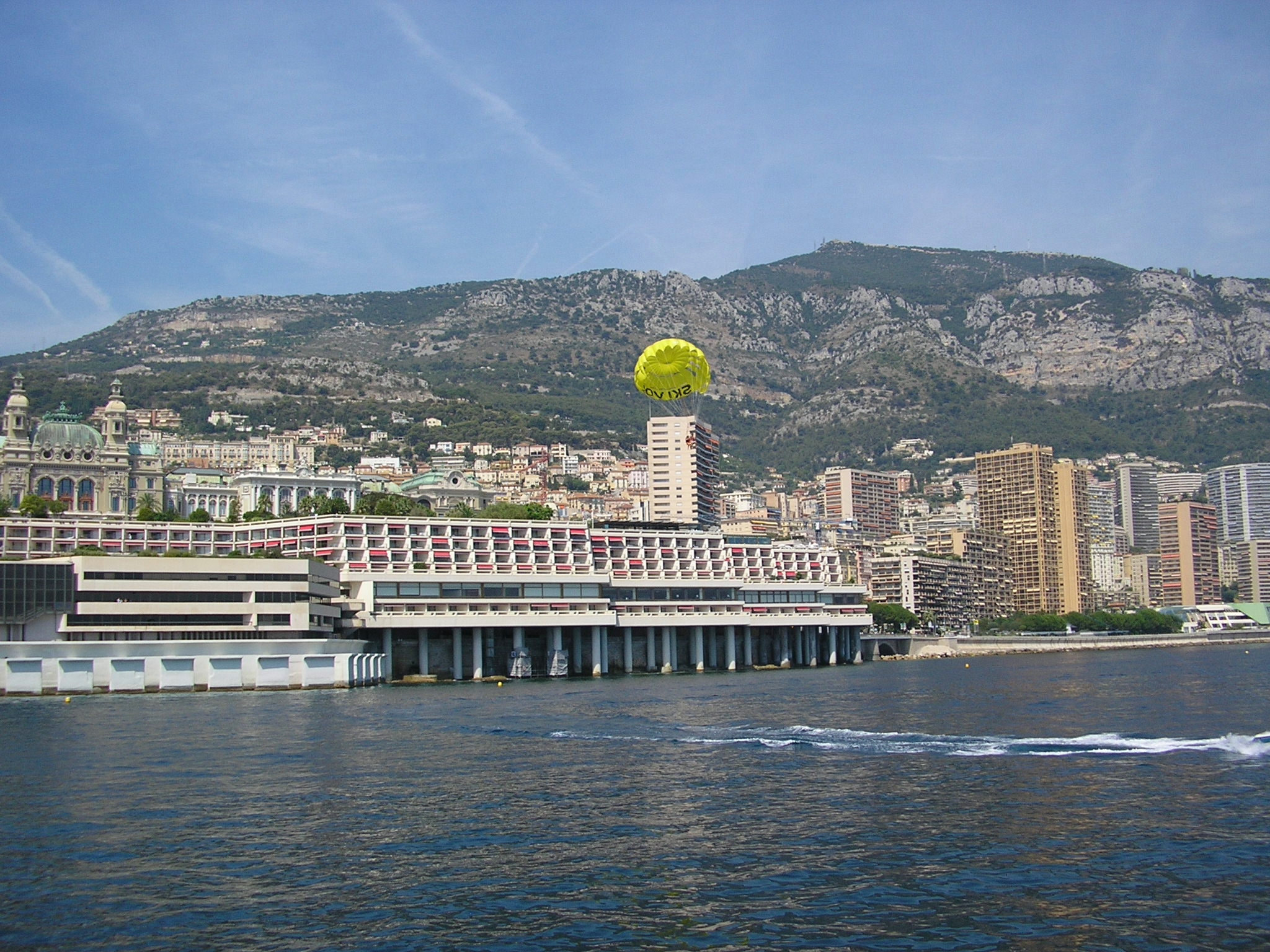
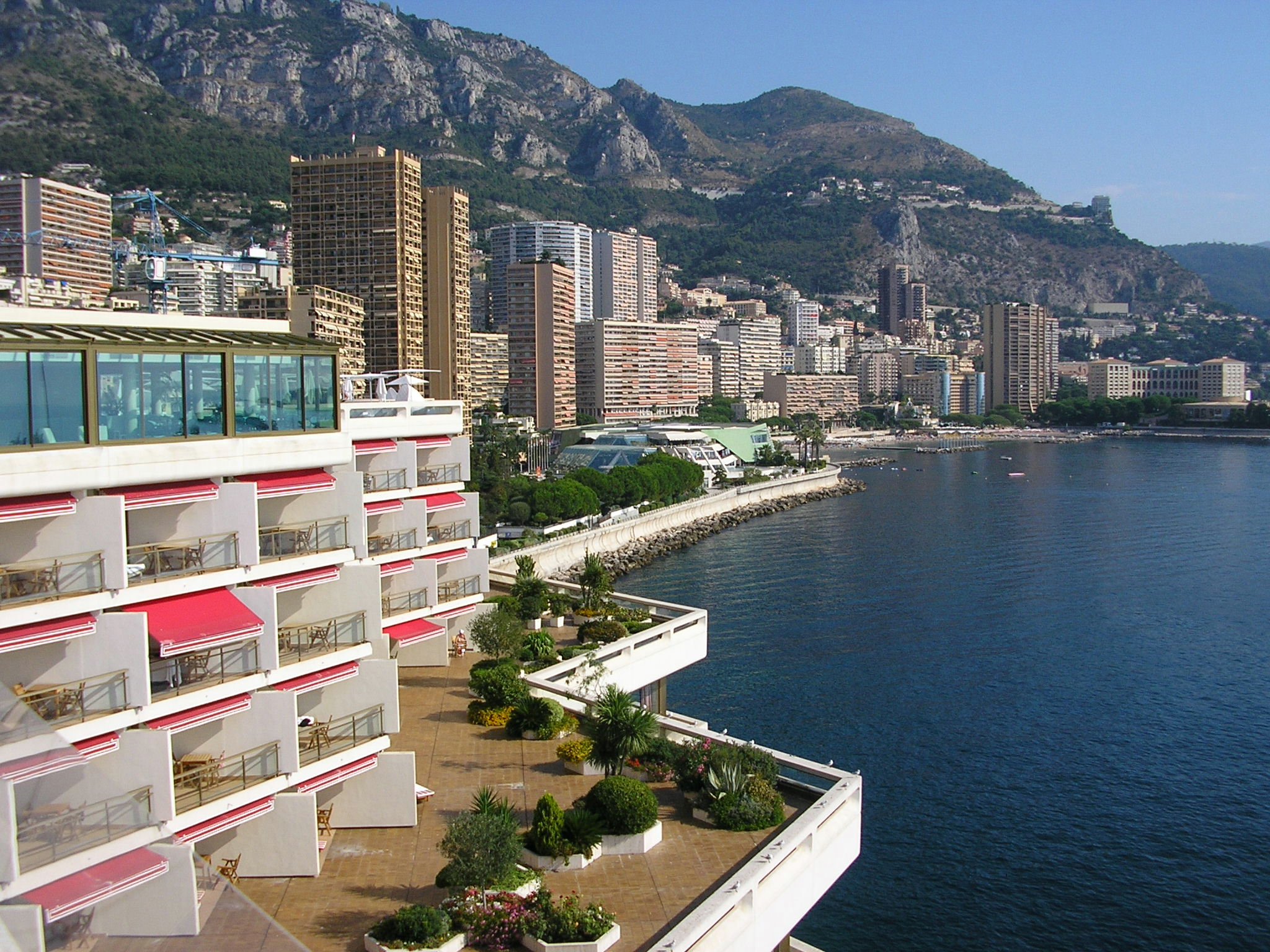
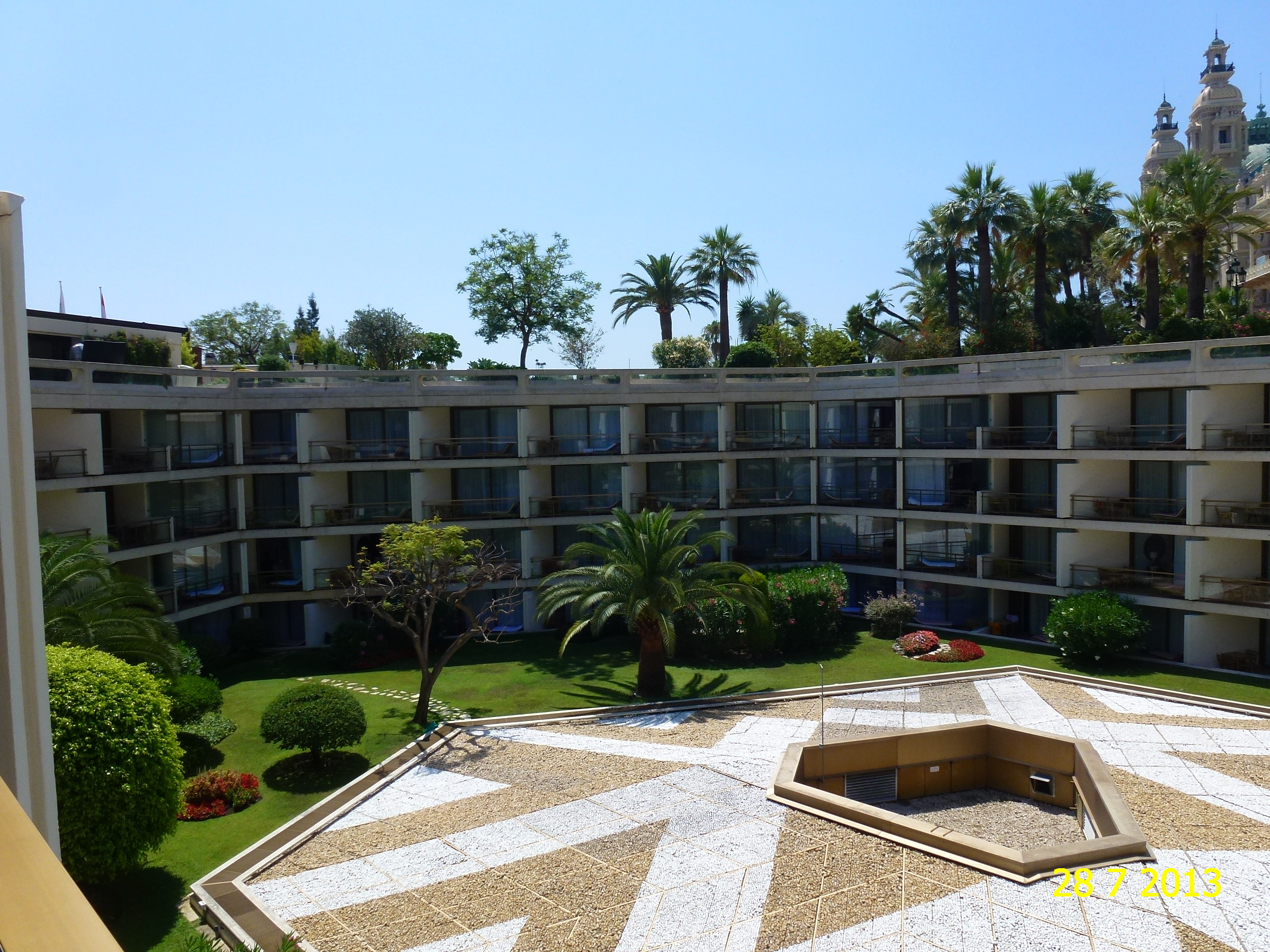

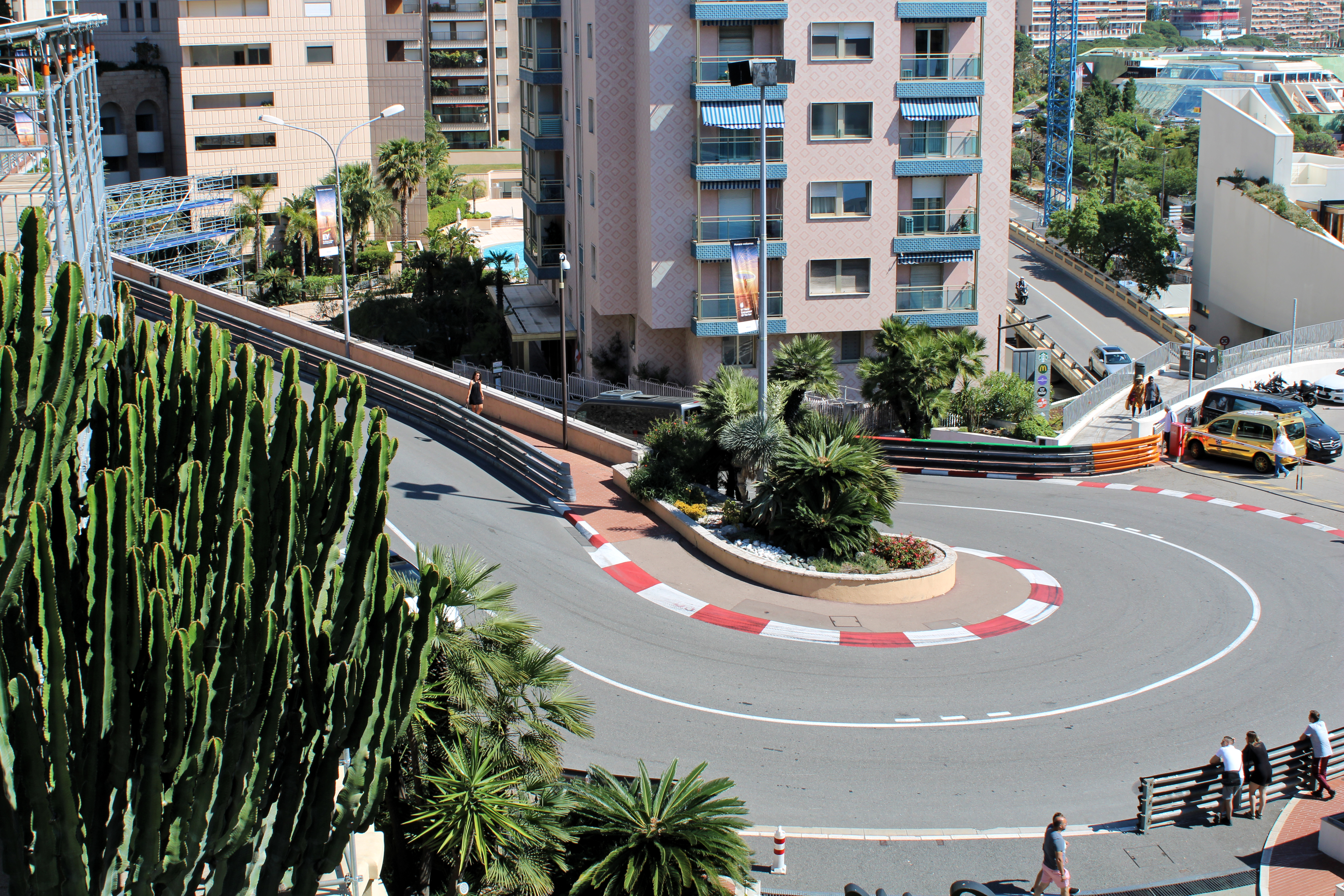
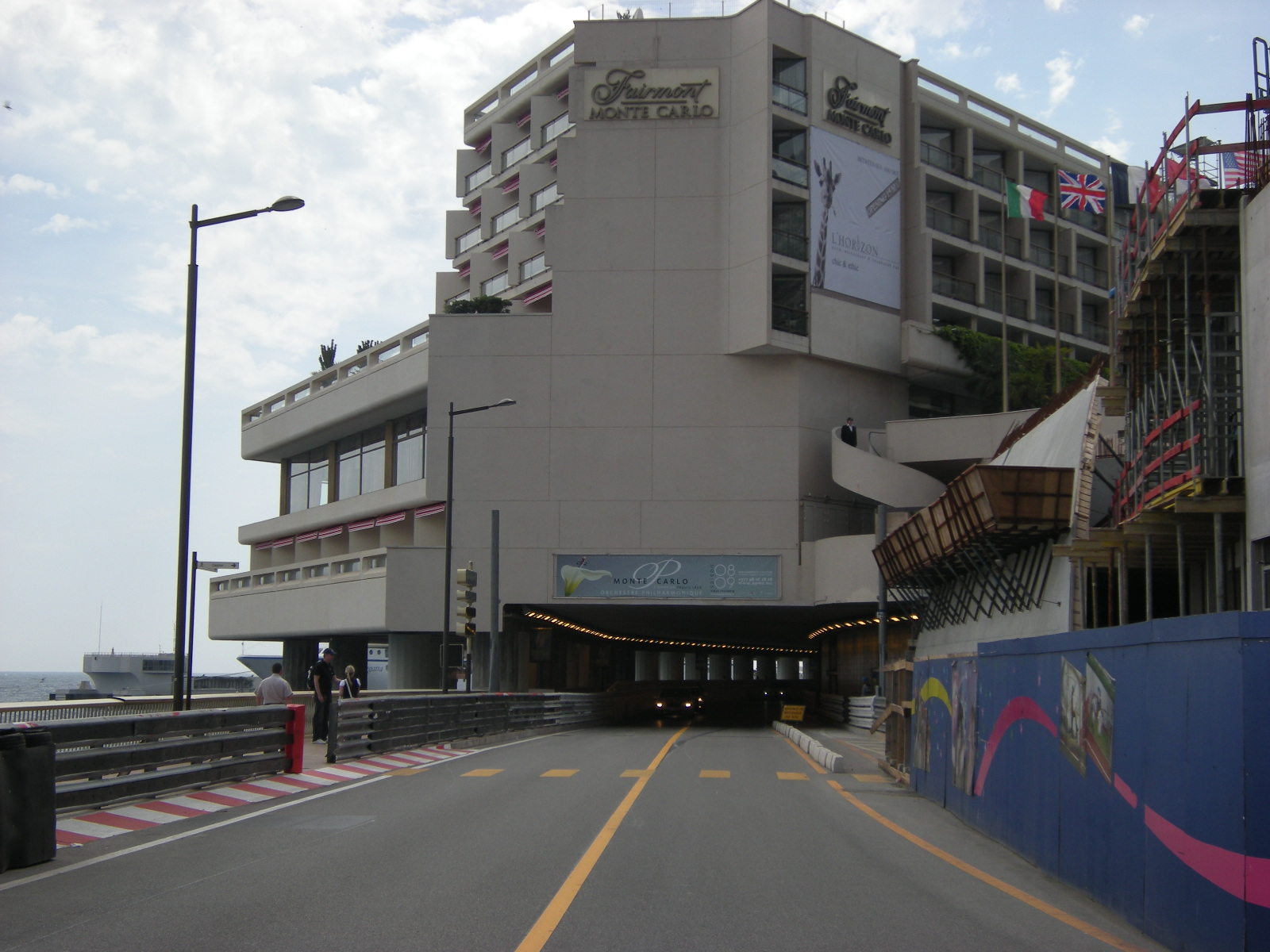
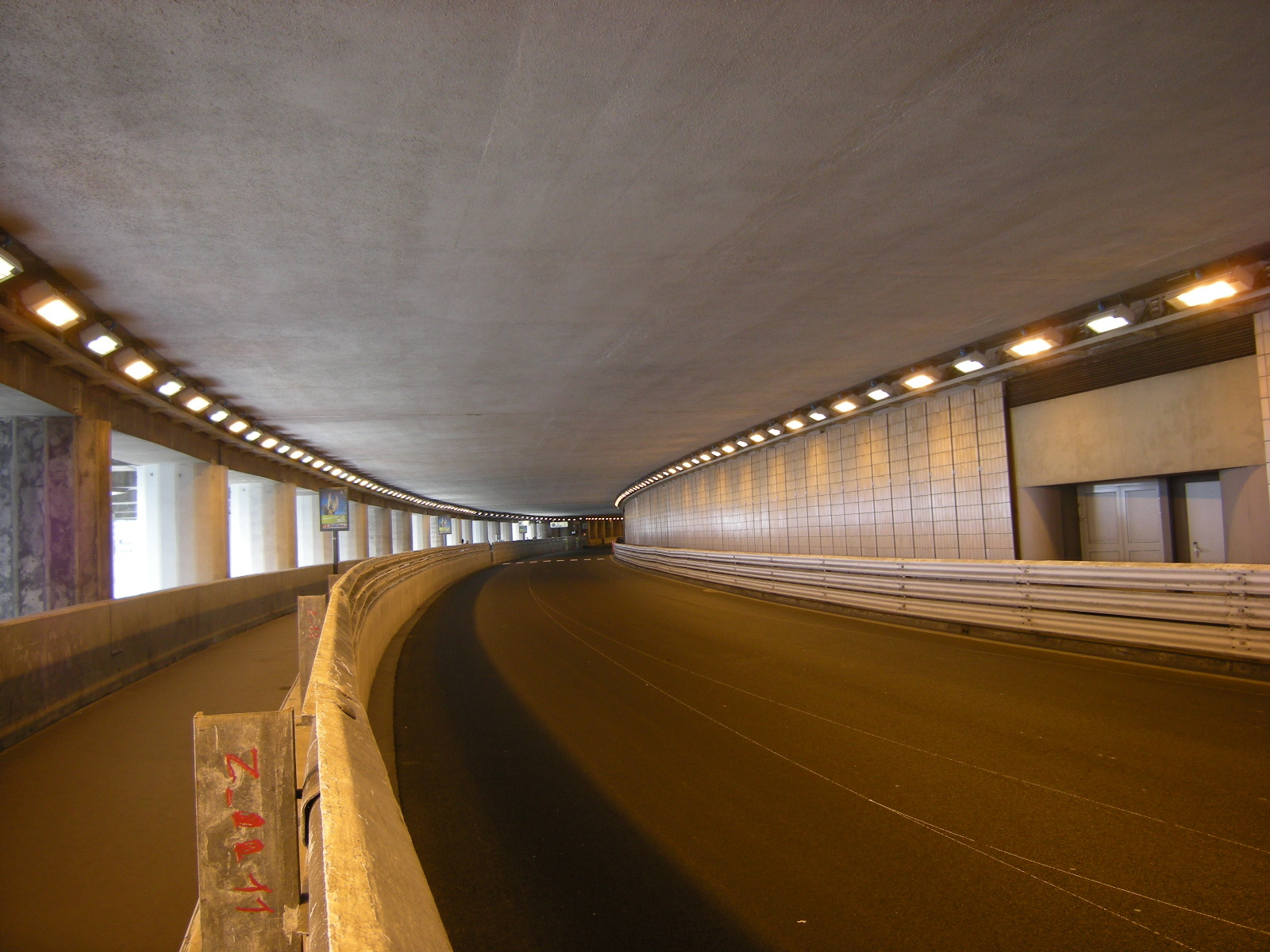